# Lavaka

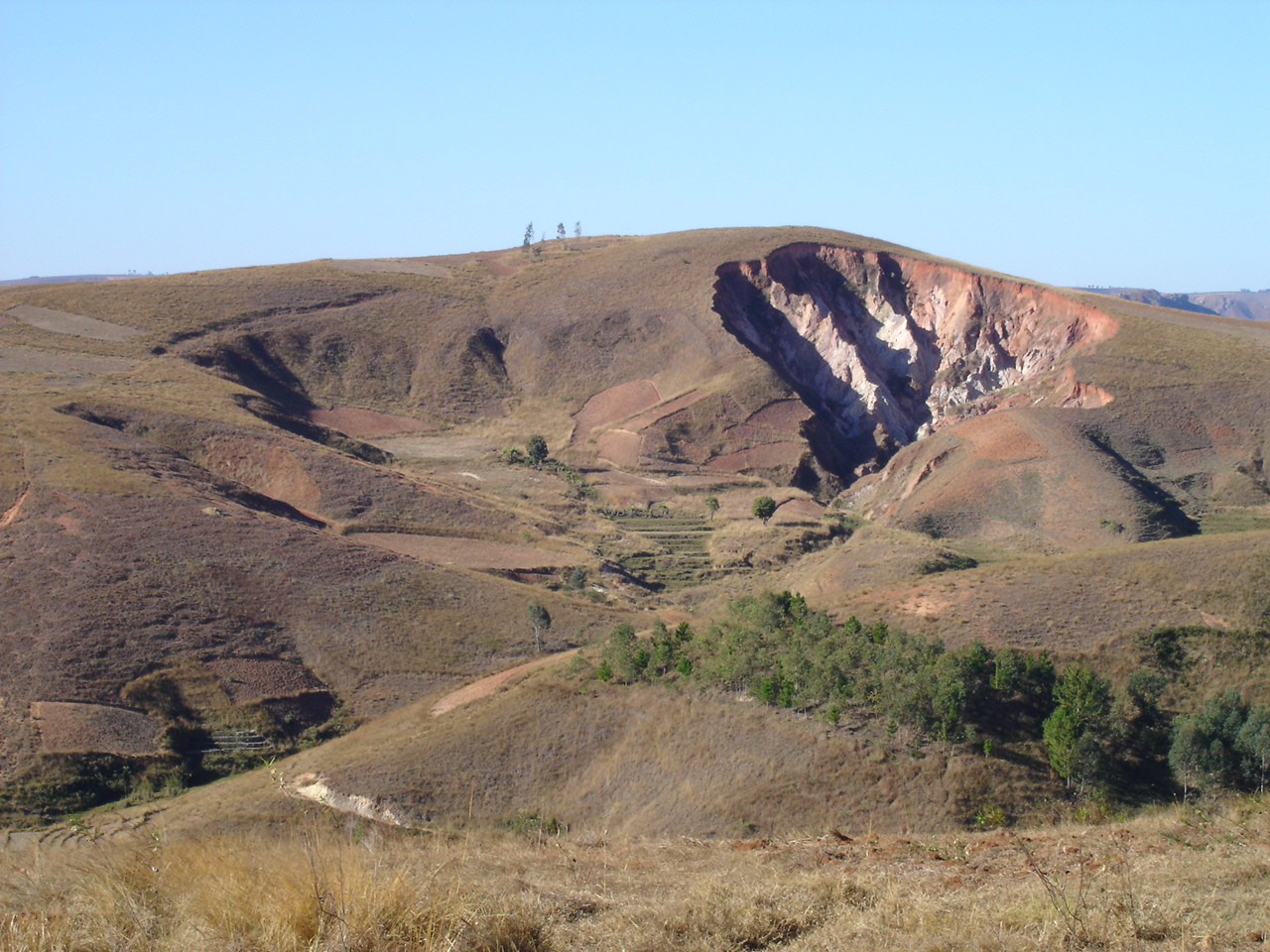

Een lavaka is een soort door erosie gevormde geul en komt van het Malagassische woord voor 'gat'. Deze geulen zijn vooral te vinden in Madagaskar, maar worden ook gevonden in Zuid-Afrika, Congo-Kinshasa en South Carolina. Soortgelijke verschijnselen zijn te vinden in Brazilië, de Great Plains en Swaziland. Lavaka's komen vooral voor in de tropen.
Lavaka's zijn geen aardverschuivingen maar ontstaan door plotselinge terugtrekking van grondwater, waardoor de bodem niet meer vochtig en stevig genoeg blijft voor erosie. Dit is waarschijnlijk een gevolg van zwakke aardbevingen. Ook zware regenbuien zoals de moessons, die de schaarse vegetatie gemakkelijk wegspoelt. Deze schaarsheid wordt dan gevormd door die droogte, grazend veeteelt, aanleg van wegen of ontbossing.
Lavaka's zijn vaak traanvormig en gemiddeld 80 meter lang, 40 meter breed en 15 meter diep. In het Centraal Hoogland zijn Lavaka's gevonden waarvan een oppervlakte van 25 km² is geërodeerd. 
Het verschijnsel werd voor het eerst genoemd door de Franse bodemwetenschapper Jean Riquier in 1958. Hierna is het verschijnsel meerdere malen onderzocht, onder andere door de Malagassische wetenschapper N. Andriamampianina in 1985.